# Qiu Yanan
Qiu Yanan (chiń. 邱亚楠; ur. 16 stycznia 1989 w Xinxiangu) – chińska siatkarka grająca jako przyjmująca.
Obecnie występuje w drużynie Zhejiang.